# Felice Barucco
Felice Barucco (Torino, 1830 – Valperga, 30 settembre 1906) è stato un pittore italiano.

## Biografia
Felice Barucco è stato un pittore piemontese, particolarmente attivo nel Canavese. Nacque nel 1830 a Torino e sin da giovanissimo si dedicò alla pittura frequentando l'Accademia Albertina di Torino ed in seguito proseguì i suoi studi a Roma, dove ebbe modo di perfezionare le sue tecniche artistiche già riconosciute nell'ambito piemontese da critici d'arte e diversi ambienti ufficiali. 
Decise di passare i suoi ultimi anni di vita nel Canavese dove contribuì ulteriormente all'arrichimento artistico del luogo con opere filantropiche.
Morì a Valperga (Torino) nel 1906.
Il comune di Valperga ha dedicato la pinacoteca civica a Felice Barucco

## Opere principali
- La morte della Pia
- Porträt einer jungen Dame mit Rose
- ritratti post mortem di Maria Adelaide di Savoia, 1861
- ritratti post mortem di Ferdinando di Savoia, duca di Genova
- i dipinti ai lati del quadro della Beata Vergine sulla volta del Santuario della Beata Vergine della Spina a Pralormo, eseguiti in occasione del restauro della chiesa nel 1877
- La spigolatrice (quadro di soggetto agreste che si trova a Torino nella Galleria civica d'arte moderna e contemporanea)
- La falsa modestia (quadro di soggetto agreste)
- La predicazione di san Giovanni (Dipinto sacro che si trova nella chiesa di Torre Valgorrera)
- Autoritratto (Dipinto in possesso di Francesco Ceresa,[2])
- Bagnante , 1892
- Ritratto di Vittorio Emanuele II di Savoia (1864) olio su tela 196x290. Firenze, Palazzo Vecchio (Sale di Firenze Capitale in Comune)